# Дзвели Хибула
Дзвели Хибула (на грузински: ძველი ხიბულა) е село в Западна Грузия, област Мегрелия-Горна Сванетия, Хобски район. Населението му е 712 души (2014).
Разположено е на 170 метра надморска височина в Колхидската низина, на 12 километра югоизточно от Зугдиди и на 42 километра североизточно от Поти. Селището се споменава за пръв път през 60-те години на XVI век.

## Известни личности
Починали в Дзвели Хибула
- Звиад Гамсахурдия (1939-1993), политик